# 伊卜提萨姆·吉赖迪
伊卜提萨姆·吉赖迪（阿拉伯语：‎；1992年12月9日—），摩洛哥女子职业足球运动员，司职前锋，目前效力于沙特国民足球俱乐部和摩洛哥国家女子足球队。她曾代表摩洛哥参加2022年非洲女子世界杯和2023年国际足联女子世界杯等多场国际赛事。